# جيمس إس. ميتشيل
جيمس إس. ميتشيل (بالإنجليزية: James S. Mitchell)‏ هو سياسي أمريكي، ولد في 1784، وتوفي في 1844. حزبياً، نشط في الحزب الديمقراطي. وقد انتخب عضو مجلس نواب بنسيلفانيا وانتخب عضو مجلس النواب الأمريكي.